# Plopeni - Chirnogeni
Plopeni - Chirnogeni este o arie protejată (arie de protecție specială avifaunistică — SPA) din România întinsă pe o suprafață de 137,2 ha, integral pe uscat.

## Localizare
Situl se întinde pe teritoriul administrativ al comunei Chirnogeni din județul Constanța. Centrul sitului Plopeni - Chirnogeni este situat la coordonatele 43°55′33″N 28°12′46″E / 43.925875°N 28.212731°E.

## Înființare
Situl Plopeni - Chirnogeni a fost declarat arie de protecție specială avifaunistică (ROSPA0166) în septembrie 2016 pentru a proteja 9 specii de păsări.

## Biodiversitate
Situată în ecoregiunea de stepă, aria protejată nu include niciun habitat protejat.
La baza desemnării sitului se află mai multe specii protejate de  păsări (9): fâsă de câmp (Anthus campestris), șorecar mare (Buteo rufinus), erete vânăt (Circus cyaneus), ciocănitoare de grădină (Dendrocopos syriacus), presură de grădină (Emberiza hortulana), șoim de iarnă (Falco columbarius), vânturel de seară (Falco vespertinus), sfrâncioc roșiatic (Lanius collurio), sfrânciocul cu frunte neagră (Lanius minor).